# Malmø Kunstmuseum
Malmø Kunstmuseum (svensk: Malmö Konstmuseum) er et kommunalt kunstmuseum, beliggende i en del af renæssanceslottet Malmøhus i Malmø i Skåne. Det blev grundlagt i 1848 som en del af Malmø Museum. Den nuværende bygning er fra 1937.
Museet har en af de største svenske samlinger af nordisk kunst fra 1900-tallet med specialsamlinger af bl.a. Carl Fredrik Hill, Barbro Bäckström, Carl Fredrik Reuterswärd, Max Walter Svanberg, Torsten Andersson og Gunnar Norrman. Der findes også en unik samling af russisk kunst fra århundredskiftet (i Baltiska utställningen) og Sveriges største samling af nordisk samtidskunst. Derudover findes en stor samling kunsthåndværk, først og fremmest fra den sydlige del af Sverige. Skånsk malerkunst findes rigt repræsenteret, suppleret af svensk kunst fra århundredskiftet (omkring 1900).
Grundstammen af museets samlinger udgøres af en donation af Herman Gotthardt på 700 kunstværker af nordisk samtidskunst, erhvervet mellem 1914 og 1943. I donationen indgår billedkunst af bl.a. Isaac Grünewald, Sigrid Hjertén, Hilding Linnquist, Nils Nilsson, Vera Nilsson, J.F. Willumsen, Oluf Høst, Vilhelm Lundstrøm, Per Krogh, Henrik Sørensen og Tyko Sallinen.
Museets omfattende Carl Fredrik Hill-samling indeholder mere end 2600 tegninger og 25 malerier. Carl Fredrik Hill (1849-1911) anses for at være en af Sveriges bedste landskabsmalere, men det er først og fremmest hans tegninger og skitser fra perioden 1883-1911, som har tiltrukket sig international opmærksomhed.
I Skovgaardsalen findes et af museets fornemste objekter, et orgel fra slutningen af 1400-tallet, som oprindeligt hidrører fra Malmøs ældste kirke, Sankt Petri Kirke.
55°36′17″N 12°59′13″Ø / 55.60472°N 12.98694°Ø